# José Gochangco
José Punzalan Gochangco (19 febbraio 1926 – Vallejo, 23 gennaio 2008) è stato un cestista filippino.

## Carriera
Con le Filippine ha disputato i Giochi olimpici di Helsinki 1952.